# Стадіон Франтішека Клоза
«Стадіон Франтішека Клоза» (чеськ. Stadion Františka Kloze) — футбольний стадіон у Кладно. На цьому стадіоні свої домашні матчі проводить футбольний клуб «Кладно». Вміщає 4000 глядачів і був відкритий у 1914 році. Названий ім'ям легенди клубу — нападника Франтішека Клоза

## Історія
Стадіон функціонує з 1914 року. Урочисте відкриття відбулося 22 жовтня 1914 року матчем «Кладно» - СК «Крочеглави», що завершився з рахунком 3:3. Стадіон в основному використовується футбольним клубом «Кладно». Початкова місткість стадіону становила 25 тисяч глядачів, але після незавершеної реконструкції у 1988 році місткість була зменшена до 10 тисяч глядачів.
У 1951 році піщана смола була замінена травою, а в 1975 році стадіон був розширений, щоб встановити штучне освітлення 600 люкс.
У 1969 році стадіон був перейменований на честь знаменитого нападника клубу і найкращого бомбардира в історії Франтішека Клоза.
У 1998 році власник стадіону SONP Holding збанкрутував. Футбольний клуб «Кладно» викупив стадіон.
Починаючи з 2003 року проводились різні реконструкції для доведення стадіону до сучасних вимог і стандартів для переходу клубу до першої ліги. У 2006 році під час реконструкції було покращено та розширено штучне освітлення з яскравістю 1600 люкс.

## Характеристика
Стадіон розташований у західній околиці міста Кладно і розташований у безпосередній близькості від «Зимового стадіону», на якому проводить матчі хокейна команда міста. Стадіону має вигляд у формі літери "U", тобто трибуни розташовані тільки з трьох сторін поля. Головна трибуна А має накриття. Поруч з трибуною розташована менша, ненакрита трибуна B, яка пов'язана південною аркою з також ненакритою трибуною C. На цій трибуні розташований сектор для фанатів клубу.